# بیشاپ (کالیفرنیا)
بیشاپ (به انگلیسی: Bishop) شهری در شهرستان اینیو ایالت کالیفرنیا است که در سرشماری سال ۲۰۱۰ میلادی، ۳۸۷۹ نفر جمعیت داشته است.